# Spektrofotometria
A spektrofotometria mennyiségi és minőségi elemzést szolgáló méréstechnika, amely egy elektromágneses sugárzás (többnyire fény) tetszés szerint kiválasztott hullámhossztartományának intenzitásváltozását méri meg. Az eszközt, amely az intenzitás spektrális eloszlását is méri, spektrofotométernek nevezik. A spektrofotométer egy olyan optikai mérőműszer, amely a monokromatizált fény intenzitásváltozásának nagy pontosságú mérését teszi lehetővé, miközben a fény valamilyen abszorbeáló anyagon, oldaton, gázon halad át. Ily módon megállapítható az elnyelési, vagyis abszorpciós színkép, a változásból pedig kiszámítható az abszorbeáló anyag koncentrációja. A spektrofotométer alapvetően ugyan analitikai kémiai mérőműszer, de az analitikai szakterület sokrétűsége miatt a spektrofotométereket széles körben alkalmazzák a természettudományok minden területén, beleértve az orvostudományt, a csillagászatot, az élelmiszeripart, az anyagszerkezet-kutatást. Napjainkban a spektrofotométerek leegyszerűsített, felhasználóbarát modelljei betegek vérkémiai paramétereinek meghatározását is lehetővé teszik, otthoni körülmények között.

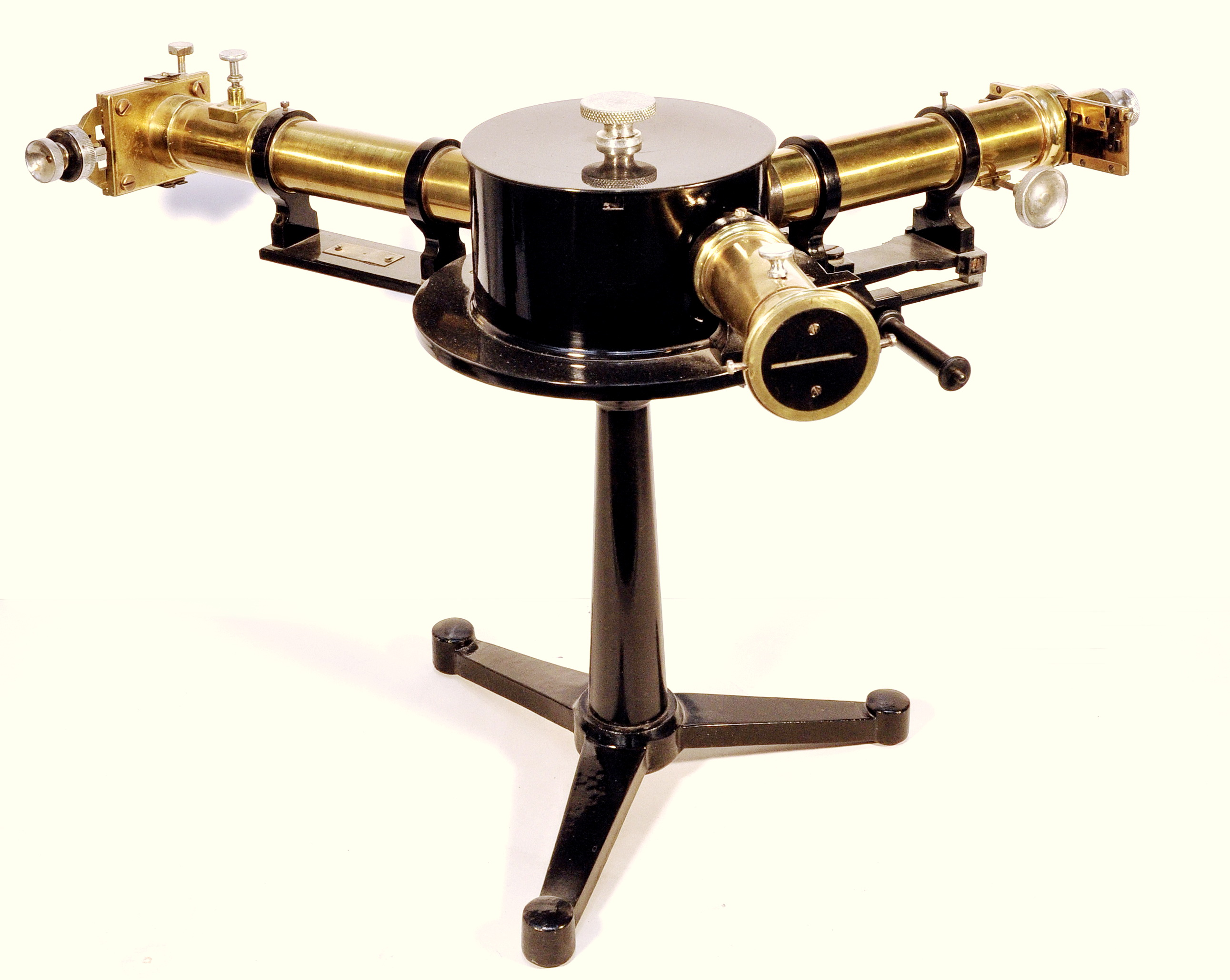
A spektrofotométerek egy kezdetleges modellje a 20. század elejéről

## A spektrofotometria fénytani alapjai

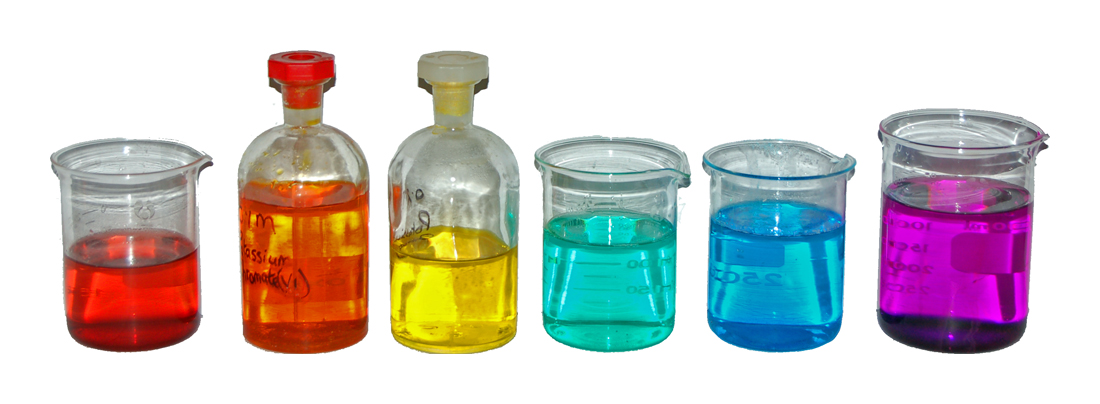
Az oldat molekulái az oldaton áthaladó fehér fény hullámhossztartományából bizonyos tartományt elnyelnek. Az elnyelt tartományon kívül eső fény – tehát a fehér fény maradéka – jut el a szemünkhöz, ahol az valamilyen színélményt hoz létre

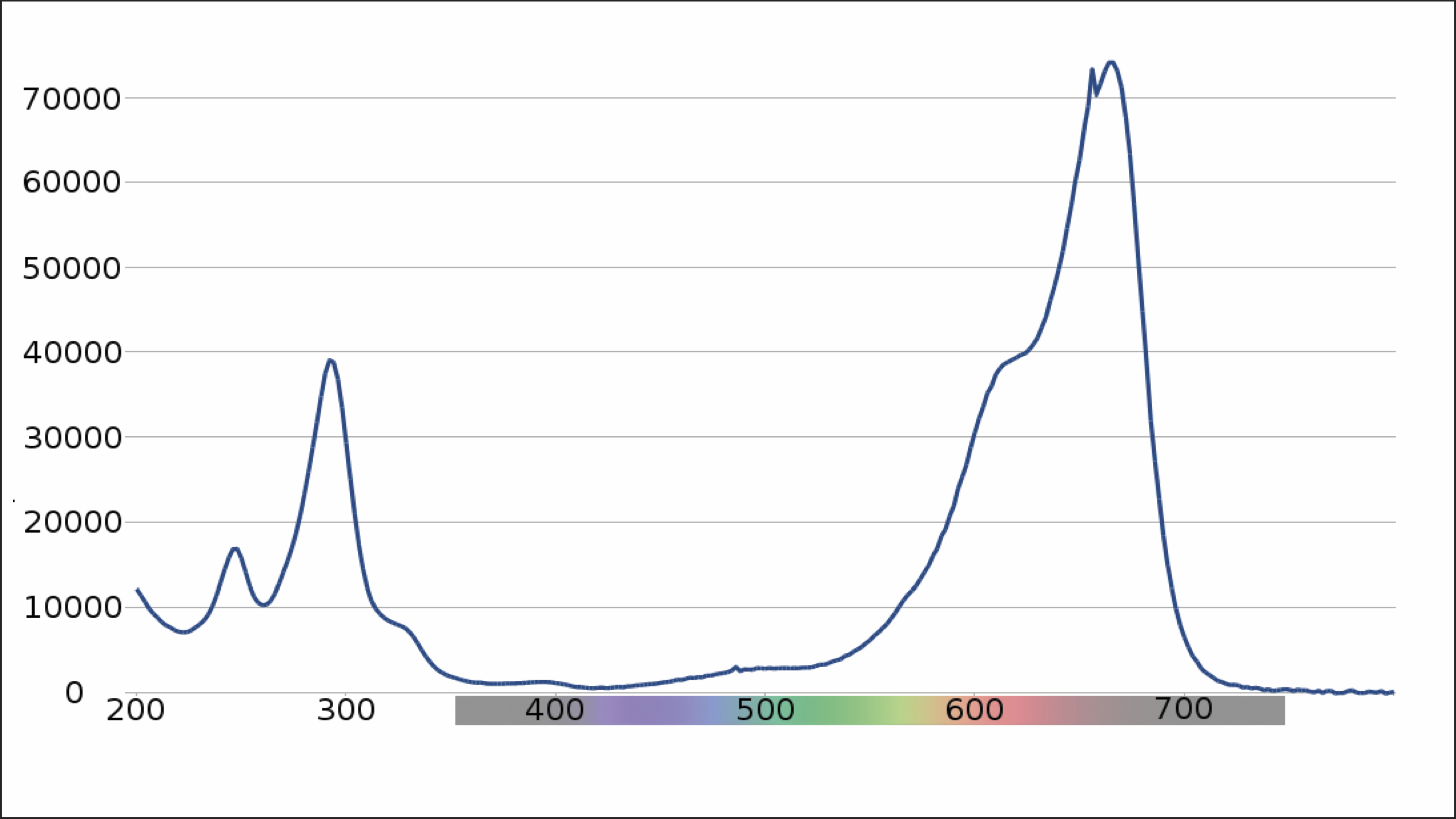
Metilénkék oldat abszorpciós spektruma (moláris extinkciós koefficiens a hullámhossz függvényében). Az oldat a kék tartományban (380–500 nm) nem mutat elnyelést, ezért az oldat kék színt mutat

Ismert tény, hogy a fény folyadékon vagy gázrétegen áthaladva kisebb vagy nagyobb mértékben elnyelődik (abszorbeálódik). Gyakori eset, hogy az oldatokat színesnek látjuk, mert az oldat molekulái az oldaton áthaladó fehér fény hullámhossztartományából bizonyos tartományt elnyelnek. Az elnyelt tartományon kívül eső fény (tehát a fehér fény maradéka) jut el a szemünkhöz, ahol az valamilyen színélményt hoz létre. Az oldat molekulái a rájuk jellemző (molekulaspecifikus) fénytartományokat nyelik el a fehér fényből. Ez az abszorpciós tartomány a hullámhossz-skálán egy görbét ír le és egy ponton maximum értéket mutat. Az is előfordul, hogy egy molekula több abszorpciós tartományt „szakít ki” a fehér fényből és így több abszorpciós maximummal is rendelkezhet. A fehér fény teljes hullámhossz-skáláján végigfutó, a molekulára jellemző abszorpciós görbét nevezik abszorpciós spektrumnak.
A fény elnyelődése bizonyos határok között arányos a folyadékban oldott anyagok koncentrációjával, amelynek számszerű mértékét a fizikában a Lambert–Beer-törvény írja le. Ebből következik, hogy sztenderdizált mérési körülmények között az oldaton áteső fény intenzitáscsökkenéséből következtetni lehet az oldott anyagok koncentrációjára. Ha ezt a mérést a spektrum maximumán, úgynevezett monokromatikus fénnyel teszik, akkor az oldatban lévő, kiválasztott molekulának a koncentrációját meg lehet mérni, függetlenül attól, hogy az oldatban más oldott anyagok is vannak.

## A fotometria és a spektrofotometria kapcsolata
A fotometria a látható fény teljes hullámhossztartományába (400 nm – 700 nm) eső sugárzás méréstechnikájával és annak alkalmazásával foglalkozik. A spektrofotometria ennél tovább megy. Egyrészt kiszélesíti a mérési tartományt az emberi szem számára már nem érzékelhető ultraibolya tartománytól az infravörösig (190 nm – 1100 nm), másrészt nem a teljes szélességű fénytartományt használja a fényabszorpció méréséhez, hanem annak egy kiválasztott, a mérési célnak megfelelő kicsiny ablakát. Ez a monokromatizált tartomány optimális esetben akár < 1 nm spektrális sávszélességet is jelenthet.

## Spektrofotométerek felépítése és működése

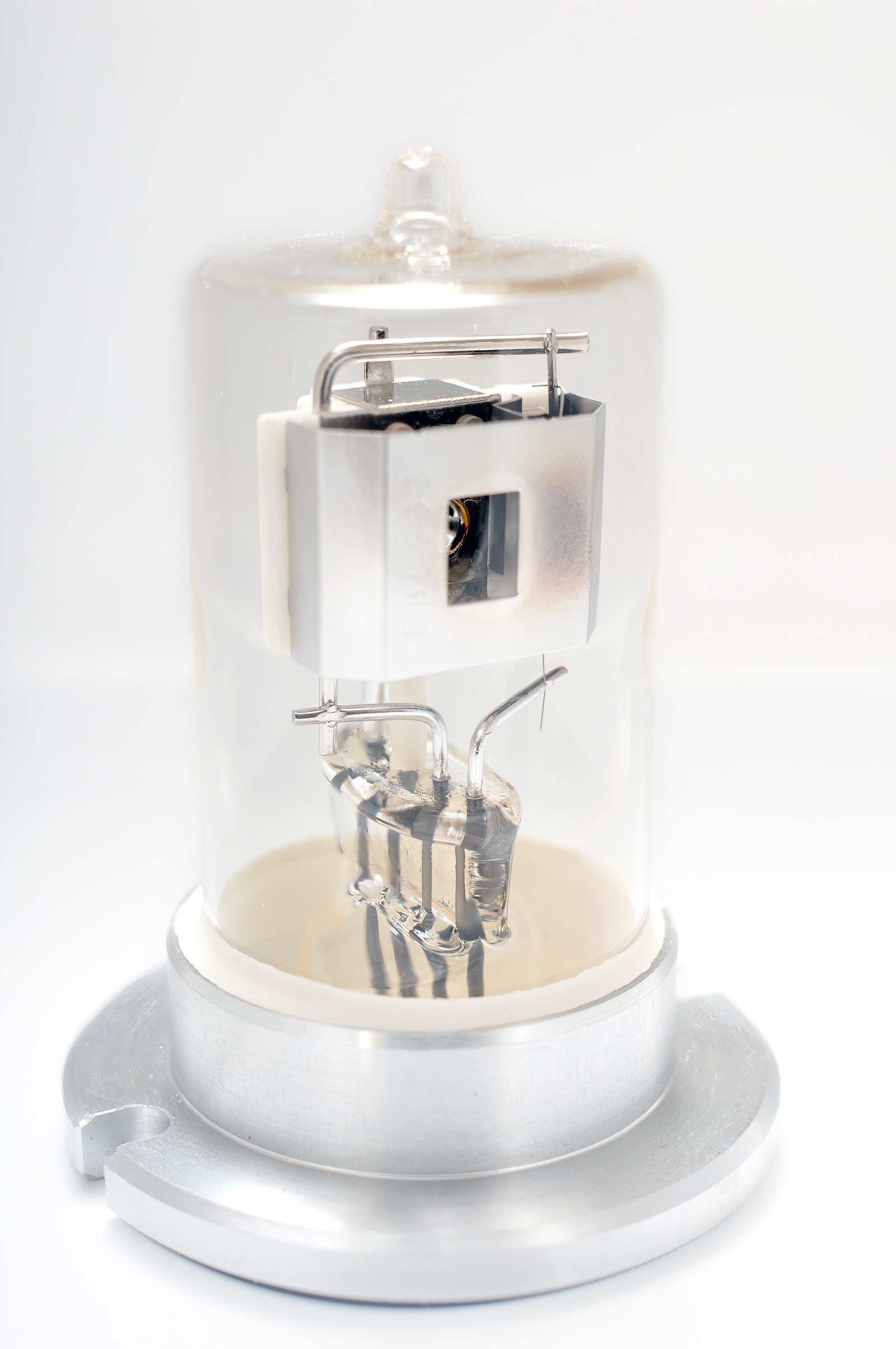
Deutérium lámpa

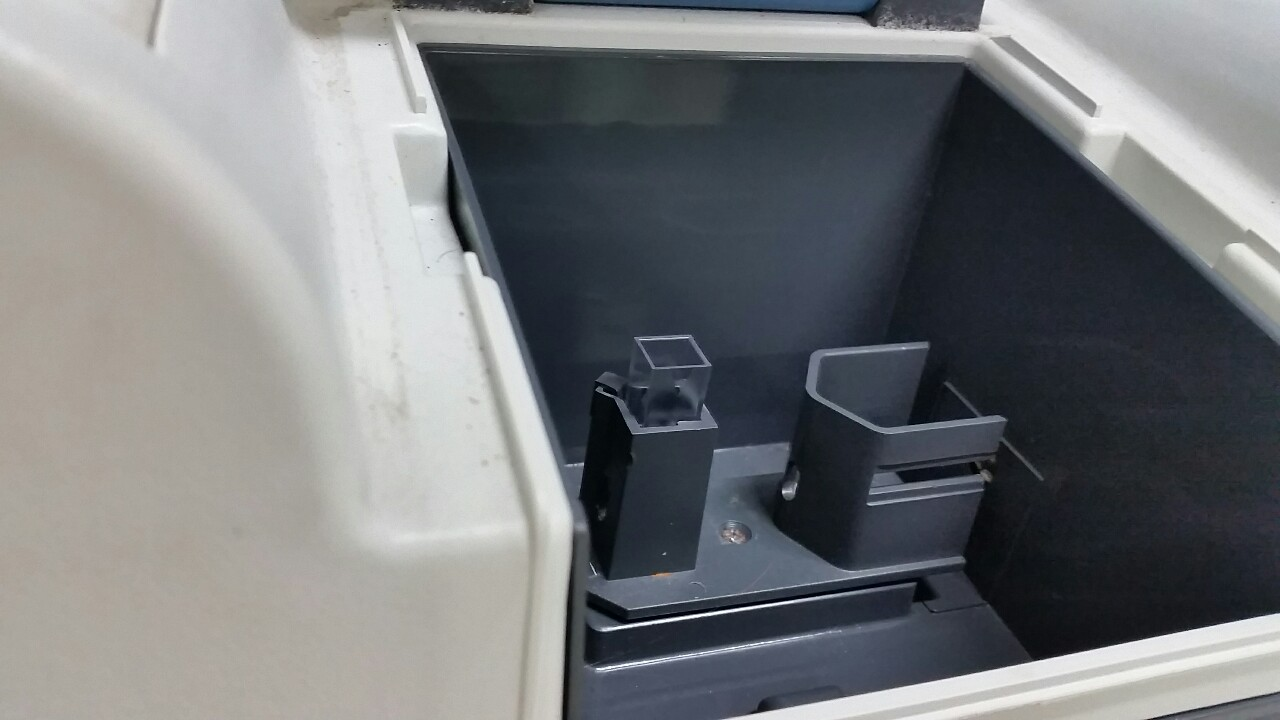
Egysugármenetes spektrofotométer mintatartója a behelyezett küvettával

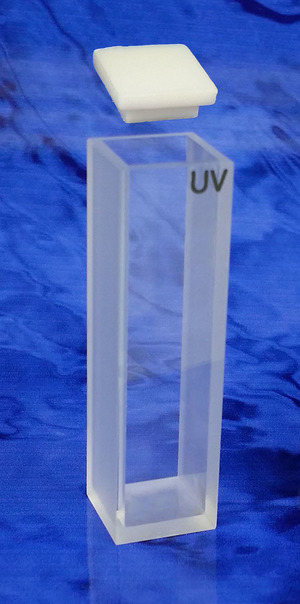
UV és látható fénytartományban egyaránt alkalmazható 10 mm-es kvarc küvetta

A definícióból következően a spektrofotométer olyan optikai mérőműszer, amely a mintán áthaladó egyszínű fény intenzitásváltozásának mérését teszi lehetővé az ultraibolya tartománytól a látható tartományt is beleértve az infravörösig. Ehhez egy korszerű spektrofotométer esetében a következő egységek szükségesek:
- Fényforrás
- Monokromátor (a fény felbontására szolgáló optikai rendszer)
- Mintatartó
- Detektor
- Jel- és adatfeldolgozó elektronikai egység

Fényforrás: Az analitikai mérés hullámhossztartománya szerint megkülönböztetünk ultraibolya, látható és infravörös tartományban mérő spektrofotométereket, amelyek egy korszerű műszer esetén 190–1100 nm hullámhossztartományban képesek mérni. A rendelkezésre álló fényforrások azonban a xenon kisülési cső kivételével, ilyen széles tartományban monokromatikus sugárzás előállítására nem alkalmasak. A nagy fényerővel rendelkező xenon kisülési cső (xenon lámpa) alkalmas ugyan mind az ultraibolya, mind pedig a látható fénytartományban megfelelő fényforrást biztosítani, de nagy hátránya, hogy az élettartama rövid, az ára pedig más fényforrásokhoz viszonyítva rendkívül magas. Mindemellett ózontermelése és nagy hőleadása miatt az alkalmazása különös figyelmet, ventillációt igényel. Ezért csak ritkán, speciális feladatok elvégzésére szolgáló készülékekhez használják, mint például olyan esetekben, amikor a méréshez nagy fényerőre van szükség.
Az ultraibolya spektrumtartományban való méréshez kifejezetten erre a célra fejlesztett deutérium lámpát használnak fényforrásként, ami 190–415 nm tartományban szolgáltat felbontható (monokromatizálható) fehér fényt. A látható spektrumban való mérésekhez egy speciális volfrámszálas izzólámpát, a hosszabb élettartamú volfrám-halogén izzót alkalmazzák, amely 321–1100 nm hullámhossz-szélességben használható. Látható, hogy a két lámpa között kellő átfedés van, ami a méréseket, beállításokat könnyebbé teszi a felhasználó számára.
Monokromátor: A monokromátor feladata a kevert színű fehér fényforrás összetett fényének felbontása elemeire, amelyből tetszés szerint kiválasztható a kívánt hullámhosszúságú, (közel) monokromatikus fénynyaláb. Elméletileg az lenne a tökéletes monokromatikus fénysugár, amelyben a fénynyaláb minden fotonja egyforma hullámhosszal rendelkezne. Ennek az ideális állapotnak a létrehozása a spektrofotometriában technikai akadályba ütközik, de a néhány nanométer hullámhossz eltérésű, közel monokromatikus fénynyaláb is kellő pontosságot képes biztosítani a nagy igényű analitikai mérésekhez.
A fénynyaláb a lámpától a monokromátorig párhuzamosító tükrön, vagy lencsén keresztül jut el, majd a monokromátor fő elemére, a fénydiszperziót (színszóródást) biztosító prizmára vagy optikai rácsra esik, ahol hullámhossztól függően különböző szögben eltérítést szenved. A prizma vagy az optikai rács kismértékű forgatásával érhető el, hogy a kívánt hullámhosszúságú fénynyaláb jusson ki a monokromátor kilépő résén át a mérendő mintához. A monokromátor diszperziós sajátságai határozzák meg a fény monokromatikus tisztaságát, amelyet a tetszés szerint állítható beléptető és kiléptető rések szélessége befolyásol. Ezért a monokromátorokat a spektrális sávszélességgel (ablakszélességgel) jellemzik. Az analitikai célokat szolgáló korszerű spektrofotométerek sávszélességét – bizonyos határok között – állítani lehet. Minél kisebb az alkalmazott rés szélessége, annál pontosabb a mérés. A rés szűkítésének ára van, mert ezzel gyengül a fény intenzitása, ami adott esetben már nem biztosít elegendő fényerőt a detektor számára.
Mintatartó: A már monokromatikus fénysugár a készülék mintaterébe jut, ahol a fényútba helyezett küvettán halad keresztül. A küvettatartó egység úgy van kialakítva, hogy a mintát befogadó küvetta felületére merőlegesen essen rá a fénynyaláb. A fénysugár útjába kerülő küvetta oldalai egymással párhuzamosak, az egymástól mért távolságuk pontosan meghatározott érték, amely a fényelnyelés alapjául szolgáló Lambert–Beer-törvényben az „úthossznak” felel meg. A többnyire négyzetes, hasáb alakú, 10 mm-es fényútvastagságú küvetták üvegből vagy kvarcból készülnek. Kisebb minőségi igényű mérések esetén egyszer használatos műanyag (polisztirol) küvetta is használható. Ultraibolya tartományban végzett analitikai mérésre csak kvarcból készült küvetta alkalmas. A spektrum látható tartományában végzett méréshez pedig mindhárom küvettatípus használható. A kvarcból készült küvetta tehát egy ideális, teljes spektrumot átfedő mintatartó eszköz, de a magas ára miatt – ami nagyságrenddel haladja meg az üvegét vagy a műanyagét – csak indokolt esetben használják.
Detektor: A küvettából kilépő fény intenzitásának mérésére és annak elektromos jellé való átalakítására szolgál a fényérzékelő, amely többféle megoldású lehet, így fotocella, fotoelektron-sokszorozó, vagy a korszerűbb készülékekben szilíciumcella. Az igényes analitikai munkákhoz használt szélesebb hullámhossztartományt átfogó készülékeknél gyakran két detektort is használhatnak. Az egyik az ultraibolya és a hozzá közel eső látható tartomány mérésére szolgál, a másik a hosszabb hullámhosszú, látható és az infravörös tartományra érzékeny. A legjobb minőségű készülékek fotoelektron-sokszorozóval vannak felszerelve, amely teljes szélességű hullámhossztartományban használható, és az alacsonyabb zajszintje is megelőzi a többi detektort. A félvezető fényérzékelők (említik még diódasoros, angolul diode-array detektornak) nagy előnye a teljes spektrumtartományban érvényes linearitása és mérési gyorsasága, mivel a hozzá kapcsolt elektronika egyszerre elemezheti a teljes spektrumot.

## Az egy- és a kétsugármenetes spektrofotométerek
Az olcsóbb és egyszerűbb felépítésű egysugármenetes készülékekben egyszerre csak egy küvetta helyezhető el, ezért a mérés végrehajtásakor először a úgynevezett összehasonlító oldatot tartalmazó küvettát kell a fényútba helyezni. Az összehasonlító (referencia) oldat többnyire a mérni vagy analizálni kívánt anyag oldószere, mert minimális fényelnyelése az oldószernek is lehet. A referencia oldat felfogható úgy, mint egy olyan oldat, amelyben az oldott anyag koncentrációja = 0. Erre az összehasonlító oldatra kell nullázni a készüléket, ahol a fényabszorpció 0, tehát a fényáteresztés = 100% (A = 0; T% = 100). Ezt követően kerül a mérni kívánt minta a fényútba, amelynek a fényintenzitás csökkenését a „lenullázott” összehasonlító oldathoz viszonyítva mérik. 
A kétsugármenetes készülékeknél a sugárforrásból kilépő fényt egy forgószektor (angolul chopper) segítségével két fényútra bontják amelyből az egyik a mintát tartalmazó küvettán, a másik az összehasonlító (referencia) oldószeren halad keresztül. A csopper megfelelő frekvenciával történő forgatásával érhető el, hogy rövid időintervallumokban felváltva hol az egyik, hol a másik fényútba jut a fénynyaláb. A mintatérből kilépő két fényutat egyesítik, majd a feldolgozó elektronika ebből a periodikus jelből demodulálva hozza létre az abszorbancia jelet (A = log I0/I).

## A spektrofotometria kvantitatív alkalmazása
A spektrofotometria mint analitikai módszer a természettudományok szinte minden területén óriási jelentőséggel bír. Ezzel a technikával elvileg minden olyan anyag vizsgálható, amely ultraibolya, látható, esetleg közeli infravörös tartományban valamilyen mértékű fényelnyeléssel rendelkezik. A lehetőségeket tovább szélesíti, hogy azok az anyagok, amelyek ezen feltétellel nem rendelkeznek, vagy a fényelnyelésük olyan gyenge, hogy az analitikai mérést nem tesz lehetővé, gyakran közönséges reagensek hozzáadásával tehetők analitikai mérésre alkalmassá. A koncentrációmérés alapjául a Lambert–Beer-törvény szolgál, melynek alapján kimondható, hogy a fényelnyelés egyenesen arányos az oldatban lévő anyag koncentrációjával, továbbá a mérendő oldaton áthaladó fény úthosszával. Mivel a mérés állandó úthosszal rendelkező küvettában történik (legtöbbször 10 mm), ezért az abszorbancia csak a mérendő anyag koncentrációjától függ.
{\displaystyle A={k_{f}}{l}{c_{f}}}
vagy
{\displaystyle A={k_{m}}{l}{c_{m}}}
ahol
{\displaystyle A} = fényelnyelés, azaz abszorbancia
{\displaystyle {k_{f}}} = fajlagos abszorpciós koefficiens
{\displaystyle {k_{m}}} = moláris extinkciós koefficiens
{\displaystyle l} = oldat rétegvastagsága, azaz a fényút hossza a küvettában, cm-ben kifejezve
{\displaystyle {c_{f}}} = a mérendő anyag koncentrációja, 1 g/100 cm³ egységben kifejezve
{\displaystyle {c_{m}}} = a mérendő anyag koncentrációja, 1 mol/dm³ egységben kifejezve
A moláris extinkciós koefficiens (vagy a fajlagos abszorpciós koefficiens) az oldott molekulára jellemző fizikokémiai állandó, melynek ismeretében a Lambert–Beer-törvény alapján a mért abszorbancia ({\displaystyle A}) értékből a minta koncentrációja elvileg kiszámítható. A Lambert–Beer-törvény teljes körű alkalmazása azonban – annak korlátozott érvényessége miatt – nehézségekbe ütközik.
Ezért kizárólagosan a Lambert–Beer-törvényre, az abban levezetett képletre alapozva koncentráció meghatározást csak kivételes esetekben, kellő körültekintéssel végeznek. A gyakorlatban legtöbbször a pontos koncentráció meghatározása érdekében az ismeretlen minták mérése előtt ismert koncentrációjú oldattal kalibrációs görbét vesznek fel, majd az ismeretlen minta abszorbanciája alapján arról olvassák le az abszorbanciához tartozó koncentrációt. A korszerű spektrofotométerek számítógépes rendszere ezt a feladatot automatikusan elvégzi. 

## A spektrofotométerek alkalmazásának területei
A közel 80 éves múltra és gyakorlati alkalmazásra visszatekintő spektrofotometria az egyik legelterjedtebb analitikai mérési technika, amely bevonult a természettudományok minden területére. A módszer széles körű elterjedését a műszer viszonylag egyszerű felépítésének, a méréshez szükséges reagensek, vegyszerek könnyű hozzáférhetőségének és nem utolsósorban magának a spektrofotometriás metodika olcsóságának köszönheti. A spektrofotometria módszerének további előnye a nagy pontosság, érzékenység, gyorsaság, kis anyagigény, továbbá a nagy mintaszám esetén igényként fellépő automatizálhatóság. A spektrofotométerek elterjedését az is segítette, hogy a mérés alapelvének és a műszer felépítésének megtartása mellett a felhasználási célhoz lehet alakítani a mintatartó egységet, vagy az egész műszert más nagyobb műszeregységbe integrálni, automatizálni. 
A spektrofotométerek néhány kiemelt felhasználási területének a teljesség igénye nélküli felsorolása:
- A spektrofotométer alapvetően a küvettában elhelyezett oldat fényabszorpcióját méri, de a küvetta egyben arra is alkalmas hely, hogy abban kémiai reakciókat, tehát időben folyamatosan változó kémiai összetételt vizsgáljunk. Az ilyen reakció lehet a biokémiában, a klinikai labordiagnosztikában gyakran előforduló enzimaktivitás mérése, amely folyamatban egy enzim szubsztrátja a küvettában „termékké” alakul. Mivel az enzimek által katalizált reakciók hőmérsékletfüggőek, ezért elengedhetetlen a reakcióelegy (enzimes inkubációs médium) folyamatos temperálása, ami enzimreakcióknál legtöbbször 37 °C. Szintén gyakori mérési feladat a küvettában lezajló hőmérsékletfüggő kémiai vagy fizikokémiai változás követése, amelyhez már nem elegendő az előbb említett temperálás, hanem a küvetta hőmérsékletének program szerint beállított, folyamatos változtatására van szükség.

Az említett feladatok céljára vízköpenyes küvettatartókat alkalmaznak, amelyben külső egységről keringtetett, beállított hőmérsékletű víz cirkulál. Modern készülékek számítógép-vezérelt elektromos hűtésű és fűtésű mintatartókkal vannak felszerelve, amelyhez már nem szükséges külső keringtető egység.
- A 20. század végén elsősorban a néhány sejtből izolált DNS-t vagy fehérjét felhasználó PCR -technikák támogatására indultak olyan műszerfejlesztések a spektrofotometria területén, amelyek a korábban megszokott 1-2 ml analizálandó minta térfogatát annak ezredrészére, 1-2 µl-es térfogatra csökkentették. A spektrofotométeres mérések során a minta többnyire elvész, további használatra már nem alkalmas. A molekuláris biológiában azonban a 10 µl körüli munkatérfogat a megszokott. Ehhez a mérethez igazították és fejlesztették a „nanodrop fotométer” néven ismertté vált mikrotérfogatos spektrofotométereket, amelyek közül az igényesebb műszerek <1  ng/µl koncentrációjú DNS-oldat vizsgálatára is alkalmasak.

- A kémiában, a biokémiában a vegyületek szétválasztására alkalmazott egyik leggyakoribb analitikai módszer a folyadékkromatográfia, azon belül is a nagy teljesítményű folyadékkromatográfia (angol nevén High Performance Liquid Chromatography, vagy High Pressure Liquid Chromatography) azaz a HPLC. A HPLC készülék több egységből felépített analitikai műszer, amelyben a vizsgált molekulák szétválását és azok azonosítását valamilyen integrált detektorral végzik. Bár a detektoroknak több fajtája ismert, a laboratóriumi gyakorlatban a legtöbbször használt UV vagy UV/VIS, azaz spektrofotometriás detektorokat alkalmazzák. A detektálási célra fejlesztett spektrofotométerek fentebb ismertetett küvettáját egy csőszerű, kvarcból készült, úgynevezett átfolyó cellás „küvettával” helyettesítik. Így a spektrofotometriás detektor az elválasztás folyamatában képes a szeparáció követésére.

- A spektrofotométerek széleskörű felhasználásának másik tipikus példája a sok beteget ellátó és kiszolgáló egészségügyi létesítmények labordiagnosztikai berendezése. A nagy betegszámmal dolgozó klinikai laborok olyan automatizált, robotkarral, automata pipettával felszerelt és centrifugával is ellátott készülékeket használnak a vér és vizeletminták elemzéséhez, amelyek rendkívül összetett kémiai vizsgálatokat is képesek elvégezni. A készülékbe előre betöltött, sztenderdizált reagensekkel a beállított program szerint végzik a biológiai minták elemzését. A kémiai reakciókat, enzim-aktivitás méréseket a labordiagnosztikai berendezés spektrofotométerrel integrált egysége egyszer használatos küvetták felhasználásával elemzi. Ezt követően a mért adatokat a beteg személyéhez rendelve a kórház informatikai rendszere felé továbbítja.

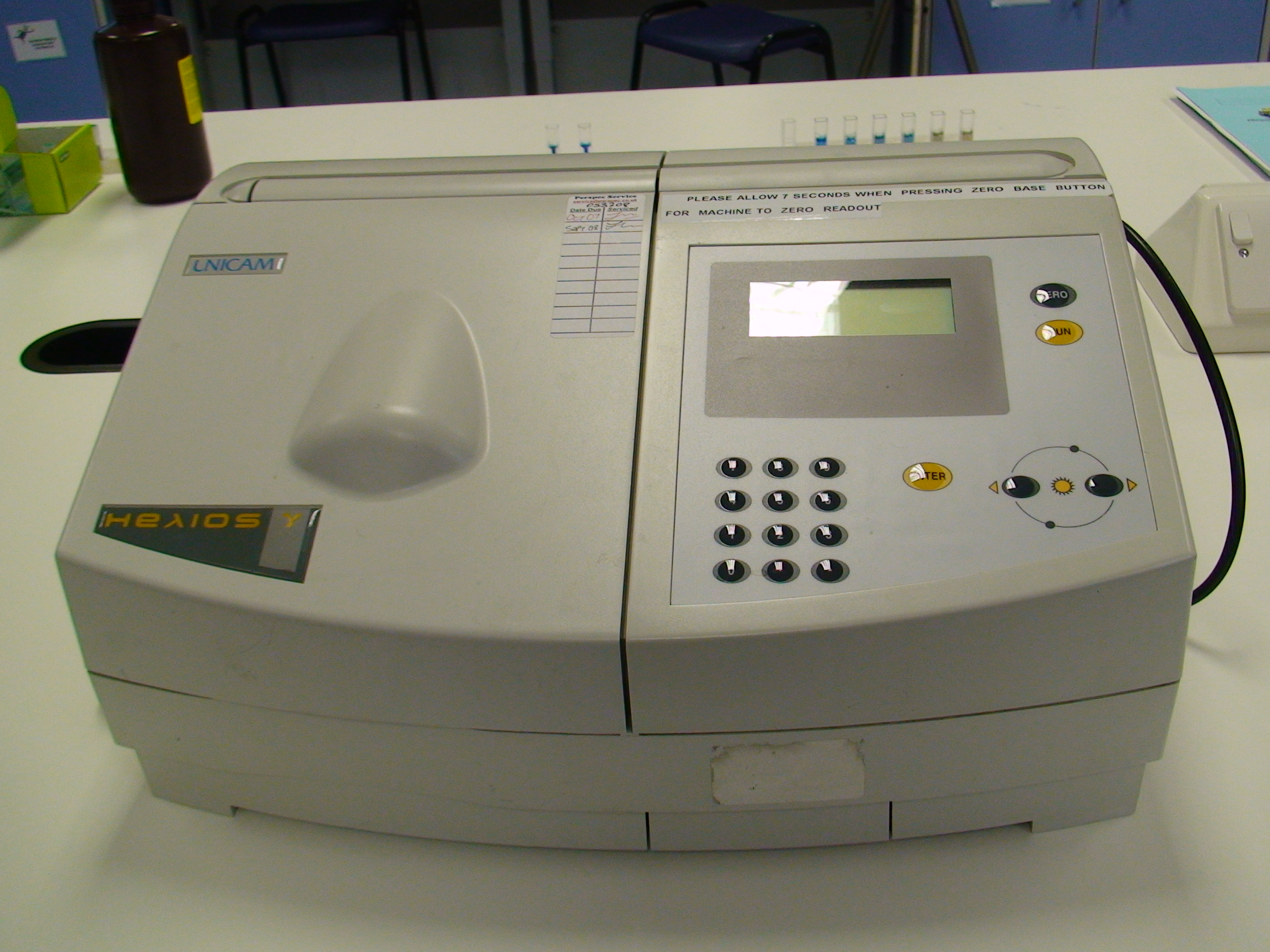
Laboratóriumi rutin mérésekhez használt UV/VIS spektrofotométer
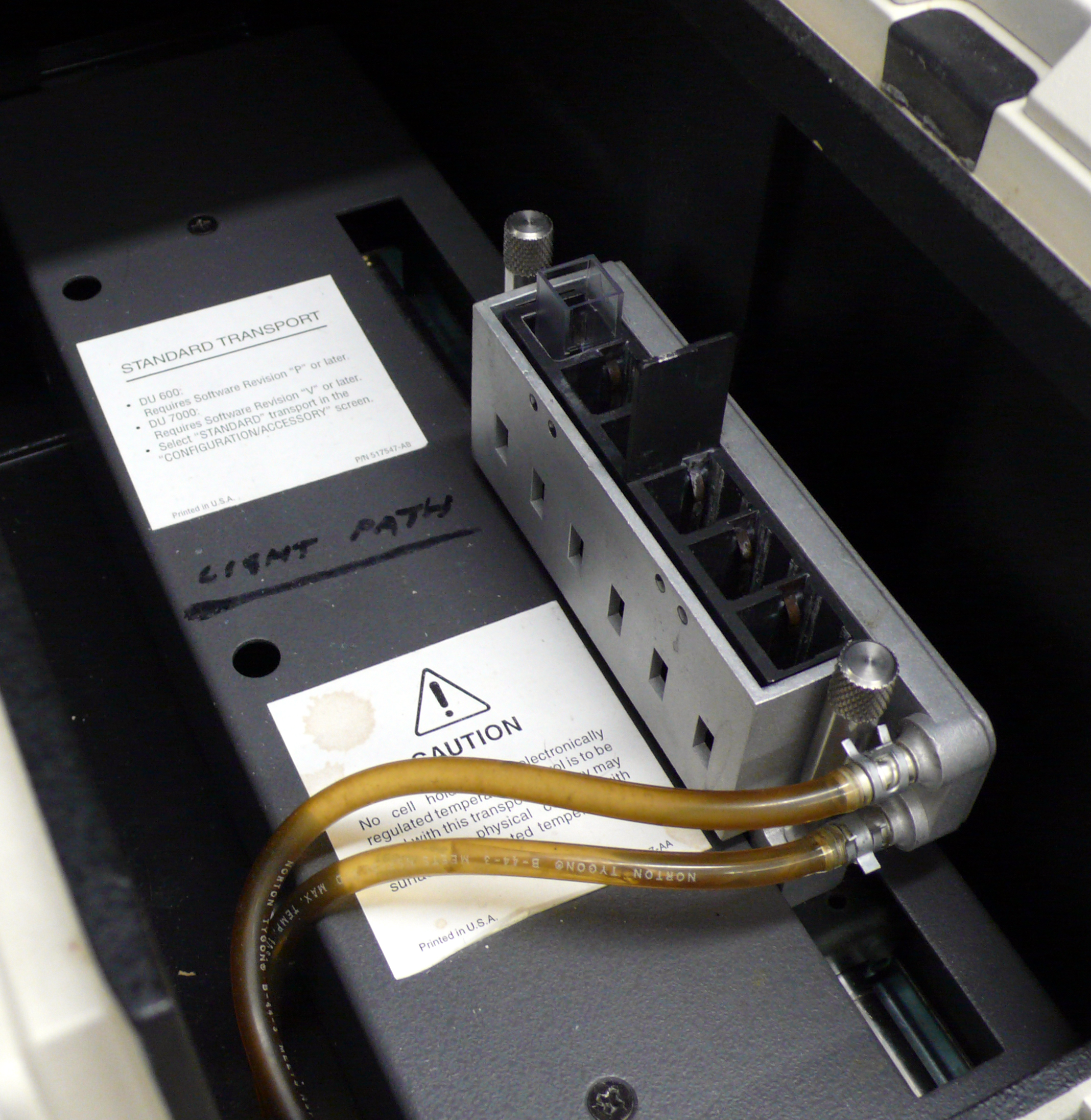
Külső termosztát egységről keringtetett és temperált vízköpenyes küvettatartó
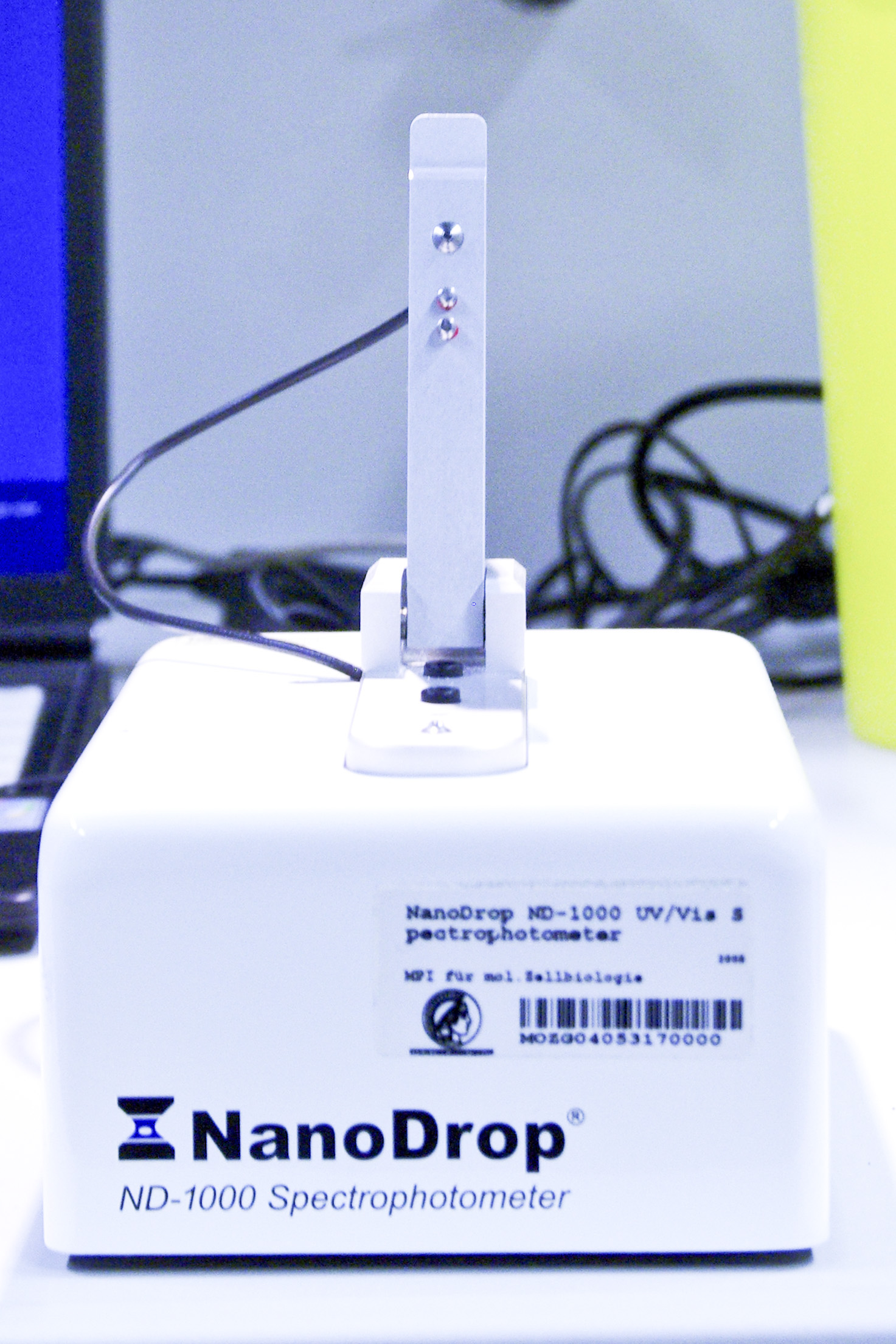
Molekuláris biológia területén végzett mérésekhez fejlesztett és kialakított 1 µl mintatérfogatú NanoDrop spektrofotométer
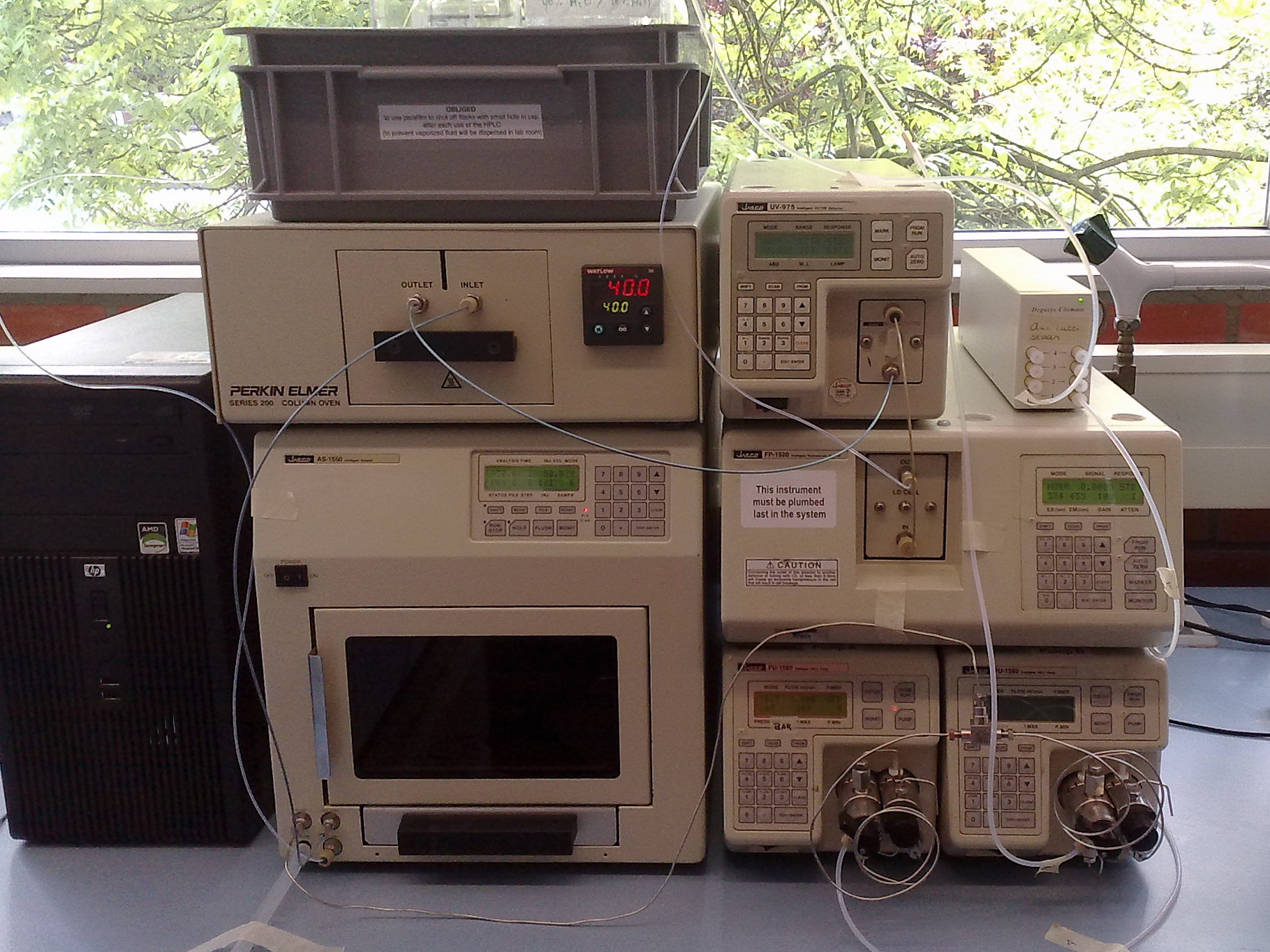
HPLC készülék
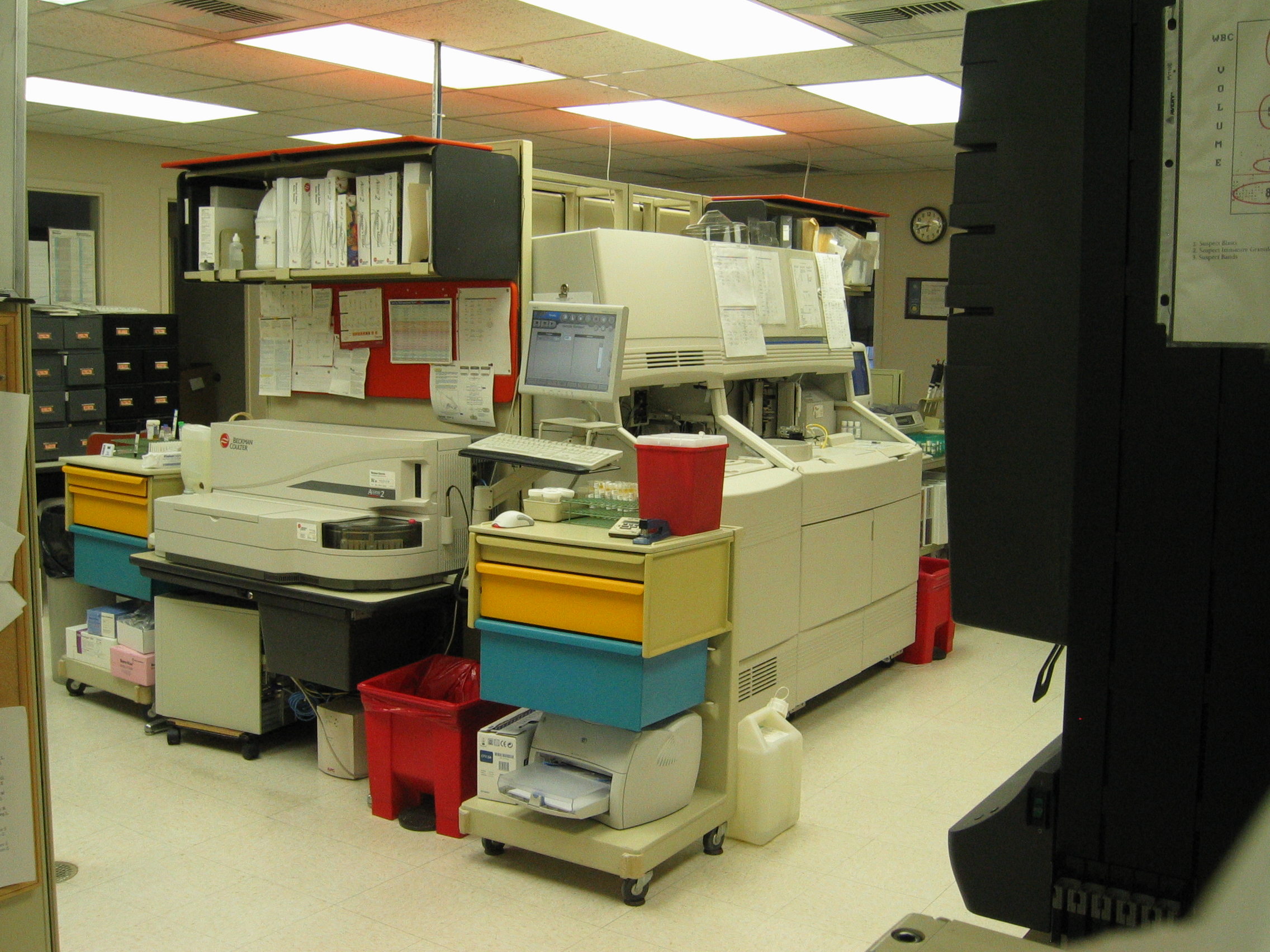
Nagyszámú vérminta automatikus feldolgozására alkalmas, spektrofotométerrel integrált labordiagnosztikai berendezés